# 개념

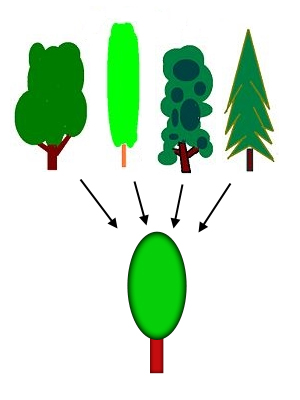

개념(槪念) 또는 콘셉트(영어: concept)는 여러 관념 중에서 공통적이고 일반적인 요소를 추출하고 종합하여 얻은 보편적인 관념을 말한다.
개념은 모두 외계(外界) 대상의 공통된 징표(徵表)를 반영하고 있다. 개념이 취하는 일정한 언어적 표현, 즉 개념의 언어적인 외피(外皮)는 '말(語)'이다. 개념의 예로는 '동물' '빨강' 등을 들 수 있다.
형식논리학에서는 개념의 중요한 성질로 보편성과 동일성을 든다. 전자는 개념이 그 공통성·일반성이 미치는 범위 내에서 무수히 많은 대상에 적용될 수 있다는 것이고, 후자는 각 개념에는 고유한 의미가 있으며, 사고를 함에 있어 자의적으로 그 의미를 바꿔서는 안됨을 말한다.
그러나 사물은 항상 변화하므로 개념이 언제까지나 그 타당성을 주장할 수는 없다. 또 인식의 변화에 따라서 개념의 의미는 변한다. 형식논리학적인 사고의 타당성은 변화를 무시해도 좋은 범위 내에 한정된다.

## 유형
- 일반개념(一般槪念)·단독개념(單獨槪念)

개념이라 할 때에는 흔히 많은 대상의 비교, 개괄(槪括)에 의해 만들어지는 일반개념(보편개념)을 뜻한다. 예컨대 '학교' '별' '수확' 등이 그것이다. 이에 대하여 단독개념은 독자적인 대상에 관한 관념을 말한다. 이 경우에도 바로 그 대상에 관한 어떤 개괄을 하고 있다고 생각된다.
- 집합개념(集合槪念)

흡사한 사물이 하나의 집합을 이룰 때, 그 집합에 관한 관념을 집합개념이라고 한다. 그리고 그것이 단독적 집합과 관계가 있을 때 단독집합개념이라 하고 다수의 집합과 관계가 있을 때 일반집합개념이라 한다. 전자의 예는 '큰곰자리' '한국의 지식계급' 등이며 후자의 예는 '별자리' '계급' 등이라 하겠다.
- 관계개념(關係槪念)

이전에는 사물의 관계를 나타내는 개념을 관계개념이라 하고, 대체로 시간, 공간, 인과성, 목적, 논리적 관계로 분류하였다. 그러나 실체(實體) 또는 인과성(因果性)의 개념을 형이상학적이라 하여 배척하는 근대 실증주의의 관점에서는 여러 현상 사이의(특히 現象諸量間의) 상호의존 관계가 중시되고, 거기에 성립되는 개념을 관계개념이라고 부른다. 함수개념(函數槪念)은 그 전형이다.
- 구체적 개념(具體的槪念)·추상적 개념(抽象的槪念)

구체적·유형적인 대상에 관해서의 개념을 구체개념이라 하고, 구체적·유형적인 대상에서 추상적·무형적인 징표(徵表)를 추출(抽出)하여 만든 개념을 추상개념이라고 한다. 전자의 예는 '인간' '소금' 등이며 후자의 예는 '인간성' '짜다' 등이다.
- 절대개념(絶對槪念)·상대개념(相對槪念)

어떠한 개념도 다른 개념과 어떤 관계를 갖게 마련이나 일단 다른 개념과는 독립된 것으로서 생각될 수 있는 개념을 절대개념이라 한다. 예컨대 '인간' '책' 등이 그것이다. 이에 대하여 다른 개념과의 관계에서 그 자체가 갖고 있는 개념을 상대개념이라 한다. 예컨대 '낮'과 '밤', '하늘'과 '땅' 등이다. 특히 상대개념이 상호간에 다른 것을 예상함으로써 그 의미가 명료해질 경우 상관(相關)개념이라 한다. 예컨대 '위'와 '아래', '남편'과 '아내' 등이 그것이다.
- 설명개념(說明槪念)·기술개념(記述槪念)

어떤 사실을 증명하기 위해 쓰이는 개념을 말한다. 이에 대하여 사실을 단순한 사실로서 기술할 뿐인 개념을 기술개념이라고 한다. 그러나 설명이란 요컨대 원인·근거에 의해서 사실을 파악하게 되므로 원인이나 근거의 개념을 낡은 형이상학의 유물로 생각하여 이를 강력하게 배척하는 실증주의자는 과학의 임무를 다만 사실의 기술에만 한정시켜서 말한다.
- 모순개념(矛盾槪念)·반대개념(反對槪念)

두 개의 개념이 서로 다른 편을 부정하는 관계에 놓일 때, 그러한 개념을 모순개념이라고 한다. 가령 '희다'와 '희지 않다'같은 관계의 개념이다. 이에 대하여 반대개념이란 어떤 공통의 유(類)에 있어서 양끝에 있는 개념이다. 예컨대 색깔에서의 '희다'와 '검다'이다. 모순개념의 경우에는 제3의 중간상을 나타내는 개념은 없으나 반대개념의 경우에는 그러한 개념이 있다. 그리고 모순개념에서 '희다'처럼 긍정적인 내용을 나타내는 개념을 '적극개념'이라 하며 '희지 않다'처럼 그 내용의 부정을 나타내는 개념을 '소극개념'이라고 한다.
- 유개념(類槪念)·종개념(種槪念)

개념 상호간에는 외연(外延)의 큰 쪽이 외연의 작은 쪽을 포함하는 그러한 관계가 이루어질 때 전자를 유개념, 혹은 '상위개념'이나 '고급개념'이라 하고 후자를 '하위개념' '저급개념'이라고 한다. 이같은 개념의 계통은 예로부터 다음과 같은 도식(포로퓔리오스의 나무라고 부른다)으로 예시되고 있다. 이 도식에서 어떤 개념의 직접 상위에 있는 개념을 최근류(最近類), 직접 하위에 있는 개념을 최근종(最近種)이라 한다. 어떤 유(類)에 특정한 징표(徵表)가 첨가되어 그것의 최근종(最近種)이 되며, 이 특정한 징표를 종차(種差＝種的差異)라고 한다. 최상위에 있는 유형을 최고류(최상류), 최하위에 있는 종류를 최저종이라 한다. 후자는 이미 그 이하의 종류로 나눌 수 없기 때문에 이를 불가분(不可分)의 종(種)이라고도 한다. 위 도식에선 '인간'이 그것이며 그 아래엔 무수한 개인이 속해 있다.
- 명사(名辭)

우리의 사고 내용은 언어적 형식으로 나타내지는 것이며, 개념이 취하는 언어적 표현으로서의 '말'을 명사(名辭)라고 한다.
- 카테고리(Kategorie, 範疇)

## 같이 보기
- 상하위 관계
- 명제

## 참고 문헌
- Armstrong, S. L., Gleitman, L. R., & Gleitman, H. (1999). what some concepts might not be. In E. Margolis, & S. Lawrence, Concepts (pp. 225–261). Massachusetts: MIT press.
- Carey, S. (1999). knowledge acquisition: enrichment or conceptual change? In E. Margolis, & S. Lawrence, concepts: core readings (pp. 459–489). Massachusetts: MIT press.
- Fodor, J. A., Garrett, M. F., Walker, E. C., & Parkes, C. H. (1999). against definitions. In E. Margolis, & S. Lawrence, concepts: core readings (pp. 491–513). Massachusetts: MIT press.
- Fodor, Jerry; Lepore, Ernest (1996). “The red herring and the pet fish: Why concepts still can't be prototypes”. 《Cognition》 58 (2): 253–270. doi:10.1016/0010-0277(95)00694-X. PMID 8820389. S2CID 15356470.
- Hume, D. (1739). book one part one: of the understanding of ideas, their origin, composition, connexion, abstraction etc. In D. Hume, a treatise of human nature. England.
- Murphy, G. (2004). Chapter 2. In G. Murphy, a big book of concepts (pp. 11 – 41). Massachusetts: MIT press.
- Murphy, G., & Medin, D. (1999). the role of theories in conceptual coherence. In E. Margolis, & S. Lawrence, concepts: core readings (pp. 425–459). Massachusetts: MIT press.
- Prinz, Jesse J. (2002). 《Furnishing the Mind》. doi:10.7551/mitpress/3169.001.0001. ISBN 9780262281935.
- Putnam, H. (1999). is semantics possible? In E. Margolis, & S. Lawrence, concepts: core readings (pp. 177–189). Massachusetts: MIT press.
- Quine, W. (1999). two dogmas of empiricism. In E. Margolis, & S. Lawrence, concepts: core readings (pp. 153–171). Massachusetts: MIT press.
- Rey, G. (1999). Concepts and Stereotypes. In E. Margolis, & S. Laurence (Eds.), Concepts: Core Readings (pp. 279–301). Cambridge, Massachusetts: MIT Press.
- Rosch, E. (1977). Classification of real-world objects: Origins and representations in cognition. In P. Johnson-Laird, & P. Wason, Thinking: Readings in Cognitive Science (pp. 212–223). Cambridge: Cambridge University Press.
- Rosch, E. (1999). Principles of Categorization. In E. Margolis, & S. Laurence (Eds.), Concepts: Core Readings (pp. 189–206). Cambridge, Massachusetts: MIT Press.
- Schneider, Susan (2011). 〈Concepts: A Pragmatist Theory〉. 《The Language of Thought》. 159–182쪽. doi:10.7551/mitpress/9780262015578.003.0071. ISBN 9780262015578.
- Wittgenstein, L. (1999). philosophical investigations: sections 65–78. In E. Margolis, & S. Lawrence, concepts: core readings (pp. 171–175). Massachusetts: MIT press.
- The History of Calculus and its Conceptual Development, Carl Benjamin Boyer, Dover Publications, ISBN 0-486-60509-4
- The Writings of William James, University of Chicago Press, ISBN 0-226-39188-4
- Logic, Immanuel Kant, Dover Publications, ISBN 0-486-25650-2
- A System of Logic, John Stuart Mill, University Press of the Pacific, ISBN 1-4102-0252-6
- Parerga and Paralipomena, Arthur Schopenhauer, Volume I, Oxford University Press, ISBN 0-19-824508-4
- Kant's Metaphysic of Experience, H. J. Paton, London: Allen & Unwin, 1936
- Conceptual Integration Networks. Gilles Fauconnier and Mark Turner, 1998. Cognitive Science. Volume 22, number 2 (April–June 1998), pp. 133–187.
- The Portable Nietzsche, Penguin Books, 1982, ISBN 0-14-015062-5
- Stephen Laurence and Eric Margolis "Concepts and Cognitive Science". In Concepts: Core Readings, MIT Press pp. 3–81, 1999.
- Hjørland, Birger (2009). “Concept theory”. 《Journal of the American Society for Information Science and Technology》 60 (8): 1519–1536. doi:10.1002/asi.21082.
- Georgij Yu. Somov (2010). Concepts and Senses in Visual Art: Through the example of analysis of some works by Bruegel the Elder. Semiotica 182 (1/4), 475–506.
- Daltrozzo J, Vion-Dury J, Schön D. (2010). Music and Concepts. Horizons in Neuroscience Research 4: 157–167.